# Gueórguievka (Altai)
|  | Per a altres significats, vegeu «Gueórguievka». |

Gueórguievka (en rus: Георгиевка) és un poble del krai de l'Altai, a Rússia, que el 2016 tenia 532 habitants. Pertany al districte de Lóktevski.